# Víctor Aristizábal
Víctor Hugo Aristizábal Posada (Medellín, 1971. december 9. –) kolumbiai válogatott labdarúgó.
A kolumbiai válogatott tagjaként részt vett az 1994-es és az 1998-as világbajnokságon, az 1993-as, az 1995-ös, az 1997-es, a 2001-es Copa Américán, az 1992. évi nyári olimpiai játékokon és a 2003-as konföderációs kupán.

## Sikerei, díjai
Atlético Nacional
- Kolumbiai bajnok (5): 1991, 1994, 2005-I, 2007-I, 2007-II
- Copa Libertadores győztes (1): 1989

Cruzeiro
- Brazil bajnok (1): 2003
- Brazil kupagyőztes (1): 2003
- Campionato Mineiro (1): 2003

Kolumbia
- Copa América aranyérmes (1): 2001

Egyéni
- A Copa América gólkirálya (1): 2001 (6 gól)
- A kolumbiai bajnokság gólkirálya (1): 2005-I (16 gól)